# Ryne Duren
Rinold George Duren o Ryne Duren (22 de febrero de 1929-6 de enero de 2011) fue un beisbolista estadounidense que juega por el lanzador de relevo en la Liga Mayor de Béisbol. Era reconocido por la combinación de su bola rápida y su pobre visión. Solía llevar anteojos con lentes muy prominentes.
El mejor beisbolista Casey Stengel afirmó en cierta ocasión «No me gustaba batear contra Ryne Duren, porque si te golpeaba con la bola en la cabeza, seguramente acabarías muerto».

## Carrera deporiva como un beisbolista
Ryne Duren originalmente fue el beisbolista tan contratado por los St. Louis Browns (ahora los Orioles de Baltimore) como un agente libre antes de la temporada de 1949. Su primer juego de Grandes Ligas de Béisbol fue el 25 de septiembre de 1954 (momento en el que los Browns se habían mudado a Baltimore), pero ese fue el único juego que jugó para los Orioles. El 21 de septiembre de 1956, fue cambiado a Kansas City Athletics con Jim Pisoni a cambio de Al Pilarcik y Art Ceccarelli. Los Atléticos y los Yankees eran socios comerciales frecuentes en esa época, y el 15 de junio de 1957, Duren, Pisoni y Harry Simpson fueron enviados a los Yankees por Billy Martin, Ralph Terry, Woodie Held y Bob Martyn. Duren mantuvo el número 26 de su uniforme de los Atléticos con los Yankees. Duren recibió la primera de sus tres selecciones al Juego de Estrellas en 1957. Se le atribuye retroactivamente el haber salvado 20 juegos en 1958, la marca más alta en la Liga Americana ese año. En 1959, su récord de victorias y derrotas fue mucho más pobre, pero su promedio de carreras limpias de 1.88 fue el mejor de su carrera.

## Trayectoria
- Baltimore Orioles (1954)
- Kansas City Athletics (1957)
- New York Yankees (1958-1961)
- Los Angeles Angels (1961-1962)
- Philadelphia Phillies (1963-1964)
- Cincinnati Reds (1964)
- Philadelphia Phillies (1965)
- Washington Senators (1965)